# Hualapai Smith's
Hualapai Smith's  o Smith's Ferry  fue un embarcadero para barcos de vapor por el que también pasaban ferris para comerciar. Estuvo situado en la orilla del río Colorado en la zona de Sonora, que es la frontera entre Sonora y Baja California desde aproximadamente los años 1860 hasta el año 1878.  En 1861 tuvo una extensión de 20 millas (32 km aprox.) por tierra desde Yuma (Arizona) y 30 millas (48 km aprox.) río abajo desde Fuerte Yuma.: 713 
Hualapai Smith's fue nombrado así en honor a su propietario, J. L. Smith, conocido como Hualapai Smith,  debido a la explotación que realizó en esta zona al haber sido el primer buscador de oro que exploró el Valle Hualapai (Arizona) a principios de los años 60. La localización de Hualapai Smith's está dentro del ejido La Grullita, al suroeste de San Luis Río Colorado, en el distrito de San Luis Río Colorado, Sonora.

## Historia
Hualapai Smith's fue sucesor de Gonzales' Ferry o Mariposa Ferry 30 millas (48 km aprox.) al sur de Fuerte Yuma y 3 millas (5 km aprox.) por debajo de Paddock's Old Ferry  que también se encontraba en la parte del río Colorado situado en Sonora. Estas dos rutas existían antes del comienzo de la Guerra Civil Americana. Las carreteras de Baja California se dirigían al sudeste del camino Sur del Emigrante (era una ruta de emigración hacia California), desde las estaciones de New River y Alamo Mocho hasta estas rutas localizadas en Sonora.: 713  Gonzales' Ferry era el nombre del lugar que menciona el simpatizante de los Estados Confederados Daniel Showalter, porque era el lugar por donde él y los miembros de su partido atravesaban para evitar la inspección por parte del Ejército de la Unión en Fuerte Yuma.: 41  Paddock's Old Ferry fue abandonado durante mucho tiempo y tanto la casa de adobe que había como el barco del Gonzales' Ferry fueron destruidos el 21 de noviembre de 1861 a manos del comandande de Fuerte Yuma Lt. Col. West, para prevenir cualquier intento de cruzar el río Colorado por parte del Ejército de la Confederación.: 709, 733  Fecunda Gonzales, el propietario de Gonzales' Ferry, abandonó este lugar después de que su ferry fuera destruido por el Ejército de la Unión en noviembre de 1861. Se mudó a Los Ángeles y allí intentó conseguir algún tipo de indemnización por esta pérdida.: 747, 784 
El Mariposa Ferry se encontraba en el río, justo al oeste del asentamiento que aparecía con el nombre de Mariposa  en el mapa del territorio de Arizona de 1865.
Debido a las hostilidades que comenzaron en ese año con los embarcaderos de Hualapai y Paiute, muchas minas de las inmediaciones de la parte norte del río Colorado fueron cerradas durante muchos años hasta que acabaron abandonadas. J. L. Smith después de haber explotado la industria minera de esta zona siguiendo el curso del río, probablemente se apropiara de la casa y el ferry abandonados para establecer allí su nuevo terreno de cultivo y su granja. Alrededor del año 1872 el Smith's Ferry ya había sido creado, y fue mencionado por el periódico semanal The Arizona Sentinel of Yuma el sábado 7 de diciembre de 1872 en un artículo que decía así:
"Hechos mexicanos. "Un informe llegó ayer a la ciudad con el propósito de anunciar que unos cuarenta mexicanos se han apoderado de las posesiones de J. L. Smith, más conocido como Hualapai Smith, el cual vive más allá de la frontera mexicana, que se encuentra a unas 20 millas de esta ciudad." 
El 19 de agosto de 1873 el Sentinel  informa de que el Smith's ferry fue puesto en alerta para que buscaran a dos hombres sospechosos del asesinato del guardia de la estación Kenyon.
La construcción de edificios a lo largo del río en la zona de Colorado (al sur de Yuma), terminó en 1878, después de que el ferrocarril Southern Pacific llegara a dicha ciudad en el año 1877. Compraron la Colorado Steam Navigation Company y alrededor de 1878 reemplazaron Port Isabel por un puerto fluvial y un astillero situados al final de las vías que llevan a Yuma.

## El lugar en la actualidad
No hay rastro de las instalaciones antiguas ya que ahora se encuentran bajo tierras de cultivo y granjas en el ejido Grullita, situados a lo largo del cauce del río Colorado.